# Gustavo Arcos
Gustavo Arcos Bergnes (Caibarién, 19 december 1926 - Havana, 8 augustus 2006) was een Cubaanse revolutionair, ambassadeur en dissident. Aanvankelijk was hij een medestander van Fidel Castro, maar later keerde hij zich tegen hem en werd hij een symbool van de oppositie tegen het regime van Castro.
Arcos ontmoette Castro tijdens zijn rechtenstudie aan de Universiteit van Havana. Hij gaf deze studie op om mee te doen aan de acties van de Cubaanse revolutionairen. Zo nam hij deel aan de aanval op de Moncadakazerne op 26 juli 1953 die het beginpunt markeerde van de Cubaanse Revolutie tegen toenmalig dictator Fulgencio Batista. Door deze actie raakte hij gedeeltelijk verlamd vanwege een kogel in zijn heup. Arcos werd hiervoor tot tien jaar celstraf veroordeeld maar werd in 1955 vervroegd vrijgelaten en besteedde onder de schuilnaam Ulises de jaren daarna in allerlei Amerikaanse landen zijn tijd aan het verzamelen van geld, wapens en ondersteuning voor de Cubaanse revolutionairen.
Na de Cubaanse machtsovername in 1959 door deze revolutionairen werd hij in 1960 ambassadeur in België. Daar raakte hij teleurgesteld over Cuba's samenwerking met de Sovjet-Unie en de steeds dictatorialer wordende houding van Fidel Castro en zijn regime; zo was hij ontstemd over het feit dat er na de machtsovername door revolutionaire rechtbanken een hoop mensen werden doodgeschoten die naar zijn mening gemakkelijk tot gevangenisstraffen hadden kunnen worden veroordeeld.
Bij zijn terugkeer in 1964 - vanwege bovengenoemde redenen gaf hij er de brui aan - liet hij zijn ongenoegen merken wat hem als "contra-revolutionair" in 1967 op een veroordeling tot tien jaar gevangenisstraf kwam te staan; in 1970 kwam hij echter reeds vrij. Hij trachtte daarna het land te verlaten maar dit werd hem niet toegestaan. Daarop ging hij zich inzetten voor de verbetering van de mensenrechten. Van het mede door hem en zijn broer Sebastian Arcos Bergnes in 1978 opgerichte Cubaans comité voor de mensenrechten (CCPDH) nam hij in 1988 de leiding over. Later probeerde hij opnieuw - illegaal dit keer - het land te verlaten wat hem in 1981 wederom in de gevangenis bracht. Nadat hij later dat jaar werd vrijgelaten werd hij van 1982 tot 1988 toch weer gevangengezet. Dit weerhield hem er niet van na zijn vrijlating door te gaan met zijn mensenrechtenwerk en de gebrekkige toestand op dit gebied ook internationaal onder de aandacht te brengen.
Nadat Gustavo Acros al enige tijd in het ziekenhuis gelegen had, overleed hij op 79-jarige leeftijd.